# Filippo Clementi
Filippo Clementi (Bologna, 1857 – Roma, 1909) è stato un compositore italiano.
Compose due sole opere, entrambe su libretto proprio e rappresentate al Teatro Comunale di Bologna. La pellegrina, del 1890 diretta da Rodolfo Ferrari con Adelina Stehle ed Antonio Cotogni, ebbe discreto successo e approdò anche al Teatro Costanzi di Roma, mentre Vandea (1893) non piacque.